# Kaloleni (Arusha)
Kaloleni ist ein Verwaltungsbezirk (Ward) des Distrikts Arusha (CC) in der tansanischen Region Arusha. 

## Geografie
Der Stadtbezirk Kaloleni liegt im Norden von Tansania. Er ist ein zentraler Stadtbezirk der Regionshauptstadt Arusha und befindet sich südlich der Nairobi-Moshi-Road, im Südwesten reicht er bis zum Stadion, im Südosten bis zum Alten Friedhof. Bei der Volkszählung 2022 lebten hier 7425 Menschen in 2444 Haushalten.

## Gliederung
Der Bezirk besteht aus drei Stadtteilen (Mtaa):

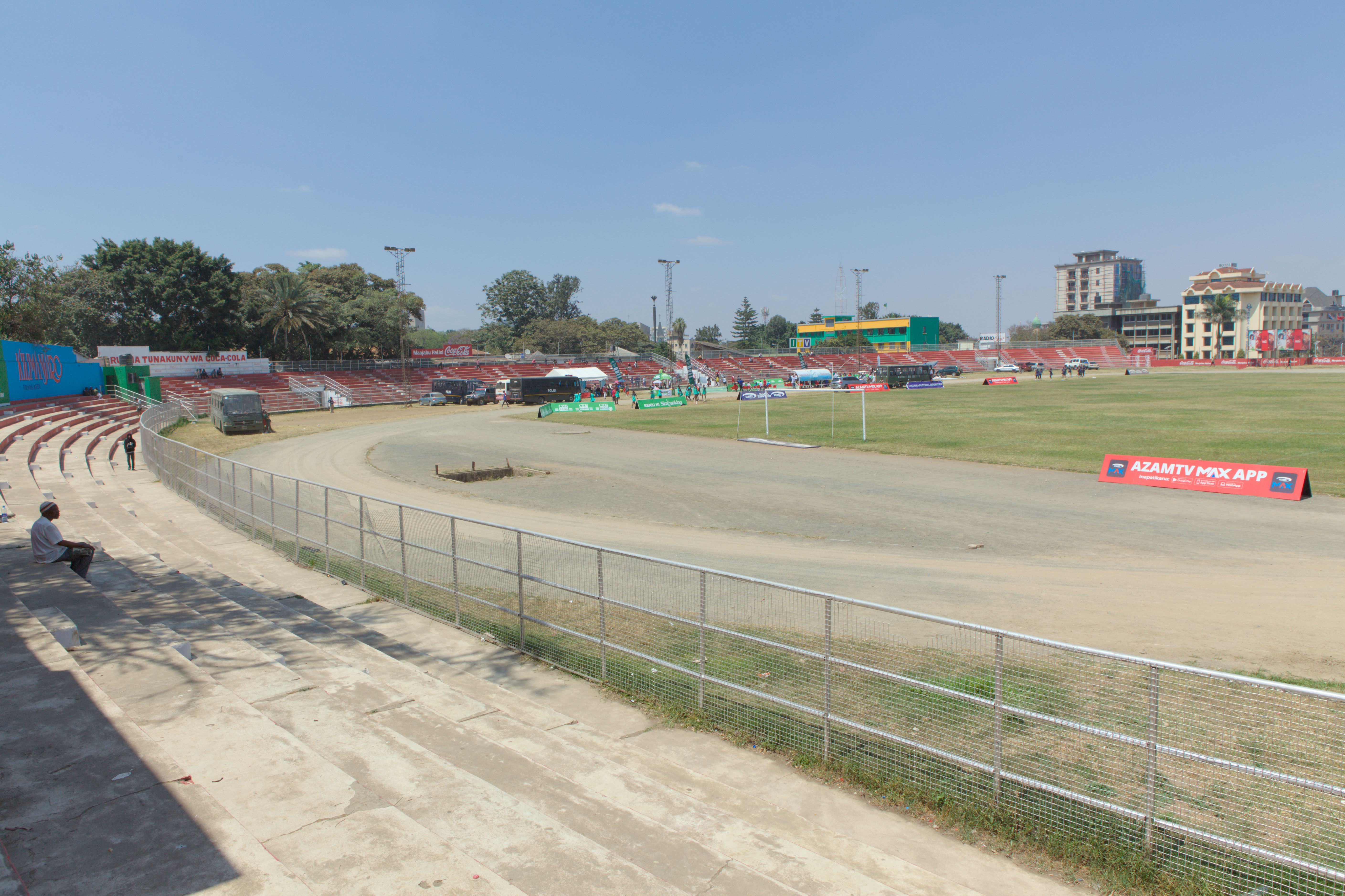
Sheikh Amri Abeid Memorial Stadion

- Kaloleni Magharibi
- Mita 200
- Kaloleni Mashariki

## Wirtschaft und Infrastruktur
- Gesundheit: Im staatlichen Kaloleni-Gesundheitszentrum werden Patienten ambulant und stationär behandelt.[5] Außerdem gibt es im Bezirk eine private Apotheke mit Labor.[6]
- Bildung: Die Kaloleni Secondary School bildet Jugendliche bis zur 4. Stufe aus.[7]
- Stadion: Im Südwesten des Bezirks liegt das Sheikh Amri Abeid Memorial Stadion.[2]

## Sehenswürdigkeiten
- Denkmal zur Arusha-Deklaration: Dieses Denkmal wurde zur Erinnerung an die Unterzeichnung der Arusha-Deklaration im Kreisverkehr an der Kreuzung Makongoro Road und Uhaguzi Road errichtet.[8][2]
- Alter Friedhof: Im Alten Friedhof von Arusha, auch Old Kaleloni Cemetry genannt, gibt es Gräber von deutschen und britischen Kolonialisten aus dem späten 19. Jahrhundert.[9]